# Glypta algida
Glypta algida är en stekelart som beskrevs av Dasch 1988. Glypta algida ingår i släktet Glypta och familjen brokparasitsteklar. Inga underarter finns listade i Catalogue of Life.